# Joseba Sarrionandia Uribelarrea
Joseba Sarrionandia Uribelarrea   (Iurreta, 13 d'abril de 1958), conegut amb el sobrenom de «Sarri», és un escriptor, traductor i filòleg basc, considerat un dels escriptors contemporanis més coneguts en llengua basca.
Va estudiar i es va llicenciar en Filologia basca a la Universitat de Deusto i va ser professor de fonètica a la UNED. Va publicar els seus primers articles a revistes basques com ara Pott, Zeruko Argia, Anaitasuna, Jakin, Oh Euzkadi, Ibaizabal i als diaris Egin i Egunkaria. També ha sigut traductor de diverses obres literàries al basc, com ara les de T.S. Eliot. El poemari Izuen Gordelekuen Barrena (Dins l'amagatall de les pors) va ser el primer llibre seu a ser publicat.
L'any 1980 va ser condemnat a 22 anys de presó per formar part de l'organització ETA. Cinc anys després es va fugar juntament amb un altre membre de l'organització, Iñaki Pikabea, de la presó de Martutene amagat dins d'un altaveu després d'un concert del cantant Imanol Larzabal. Aquesta fuga espectacular va inspirar la cançó «Sarri, Sarri» del grup basc Kortatu. Des d'aleshores es trobava en parador desconegut tot i que seguia publicant llibres. L'any 2001 va rebre el Premi de la Crítica de narrativa en basc, atorgat per l'Asociación Española de Críticos Literarios. I també el Premi Euskadi de Literatura de l'any 2011 pel seu treball Moroak gara behelaino artean? (Som com moros dins la boira?).
A finals de novembre de 2016 (trenta-un anys després de la fugida de la presó de Martutene) reapareixeria concedint una entrevista des de l'Havana al diari Gara.

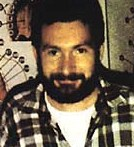
Joseba Sarrionandia en una fotografia de l'any 1985

Sarrionandia tornà per primer cop a Euskadi i després de 36 anys d'exili l'abril de 2021. A la seva localitat natal de Iurreta (Biscaia), concedí una entrevista al portal Anboto.org qui publicà les seves primeres fotografies de nou al seu país. L'escriptor i ex-pres polític explicà que pretenia que el seu retorn fos discret però la noticia s'escampà ràpidament per tot Euskalherria, i afirmà que la tornada responia a motius familiars ja que Sarrionandia volia visitar la seva mare a qui no havia vist en 31 anys i després de la mort del seu pare el 2016.

## Obra
- 1980 - Izuen gordelekuetan barrena (Dins l'amagatall de les pors).
- 1983 - Narracions (Narrazioak). Traduït al català per Josep Daurella, Pòrtic, Barcelona, 1986.
- 1983 - Intxaur azal baten barruan. Eguberri amarauna (Dins d'una closca de nou. Teranyina de nadal).
- 1984 - Alkohola poemak (Poemes de l'alcohol). Llibre elaborat a col·lectiu.
- 1985 - Jo no sóc d'aquí (Ni ez naiz hemengoa)
- 1986 - Atabala eta euria (El tambor i la pluja). Premi de la Crítica.[8]
- 1987 - Marinel zaharrak (Els vells mariners).
- 1988 - Marginalia.
- 1989 - Ez gara gure baitakoak (No som de nosaltres mateixos).
- 1989 - Izeba Mariasunen ipuinak (Contes de Tia Mariasun).
- 1990 - Cartes a l'Ainoha (ainohari gutumak) Traduït al català per Ainara Munt i Maria Colera. Pol·len edicions, Barcelona 2022
- 1990 - Ifar aldeko orduak (Les hores del nord).
- 1992 - Gartzelako poemak (Poemes de la presó).
- 1992 - Han izanik hona naiz (Sent allà sóc aquí).
- 1995 - Hnuy illa nyha majah yahoo. Poemes 1985-1995.
- 1995 - Miopeak, bizikletak eta beste langabetu batzuk (Miops, bicicletes i altres desocupats).
- 1997 - Hitzen ondoeza (El malestar de les paraules).
- 1999 - Hau da nire ondasun guzia (Aquesta és tota la meva hisenda). Llibre i CD que alterna poemes recitats pel mateix autor i versions musicades de grups bascos.
- 2000 - Zitroi ur komikiak: Joseba Sarrionandia komikitan (Còmics d'aigua de llimona). Amb Koldo Almandoz.
- 2001 - Lagun izoztua (L'amic congelat). Premi de la Crítica.
- 2002 - XX. mendeko poesia kaierak: Joseba Sarrionandia (Quaderns de poesia del segle XX). Antologia a càrrec de Koldo Izagirre.
- 2003 - Kolosala izango da (Serà colossal).
- 2004 - Akordatzen (Recordant).
- 2005 - Harrapatutako txorien hegalak (Les ales atrapades dels ocells).
- 2008 - Munduko zazpi herrialdetako ipuinak (Contes dels set territoris del món).
- 2008 - Gau ilunekoak (Els de les nits fosques).
- 2010 - Idazlea zeu zara, irakurtzen duzulako.
- 2010 - Som com moros dins la boira? (Moroak gara behelaino artean?). Premi Euskadi d'assaig.[8] Traduït al català per Ainara Munt, Pol·len Edicions, Barcelona, 2012.
- 2011 - Narrazio guztiak (1979-1990).
- 2015 - Durangoko Azoka 1965-2015. Amb Jesus Mari Arruabarrena i Txelu Angoitia.
- 2015 - Lapur banden etika ala politika.
- 2016 - És morta la poesia? (Hilda dago poesia?). Traduït al català per Ainara Munt, Pol·len Edicions, Barcelona, 2018.[9]